# Gilbert Arenas
Gilbert Jay Arenas Jr. (* 6. ledna 1982 Tampa, Florida, USA) je bývalý americký profesionální basketbalista, někdejší hráč NBA.
Patřil mezi nejlepší rozehrávače na světě. Měl komplexní techniku střelby a vedení míče. Byl členem All-Star sestav. Měl přezdívku "Agent Zero", protože hrál s číslem #0 na dresu.
Je vysoký 193 cm a váží 98 kg. Hrál na pozicích 1, popř. 2. Na hrudi má vytetovaného velkého tygra (v něm je zrozen v čínském znamení).

## Střední škola a koleje
Hrál za Univerzitu v Arizoně a do NBA vstoupil v draftu roku 2001, kde si ho až ve 2. kole jako číslo 31 vybrali Golden State Warriors. Gilbert nosil už od střední školy dres s číslem nula. Později však nosil jedničku.

## Basketbalová kariéra
- 2001–2003	Golden State Warriors
- 2003–2010	Washington Wizards
- 2010–2011	Orlando Magic
- 2012	Memphis Grizzlies
- 2012–2013	Shanghai Sharks

Do NBA se Arenas poprvé dostal v dresu Bojovníků na pozici střílejícího rozehrávače. Ale jeho driblérské schopnosti, vedení míče a přehled ve hře se ukázaly být rozhodující pro jeho přeřazení na klasického rozehrávače. Jeho snem bylo, aby byl draftován New Yorkem Knicks, ale to se mu nesplnilo. V druhé sezóně v NBA byl oceněn cenou MVP pro utkání nováčků na All Star Weekendu. Po této sezóně se stal jedním z mnoha volných hráčů v NBA. Jako volný agent podepsal smlouvu s Washington Wizards, kteří kolem něj začali budovat nový tým, poté co odešel definitivně do penze spolumajitel klubu a legenda basketbalu Michael Jordan. Arenas ale první sezónu v hlavním městě USA věděl, že neudělal špatně, protože spolu s kolegou Larrym Hughesem měli přes 22 bodů na zápas a stali se nejlépe střílející dvojicí na stejném postu v NBA a Gilbert byl v roce 2005 poprvé nominován do All Star Game. Díky svému neobvyklému chování se stal rychle oblíbencem fanoušků Wizards. Poté, co hlavně on rozhodl sérii s Bulls v play-off, se stal typickým franchise playerem. Zařadil se po bok největších hvězd NBA. V roce 2006 měl 29.3 bodu a 6,1 asistence na zápas. Účastnil se soutěže trojkařů, ale prohrál s Dirkem Nowitzkim. Potom Gilbert vinou různých zranění (zejména vážného zranění kolene) nehrál od dubna 2007 ani jeden zápas až do 15. března 2009, kdy dal 15 bodů a 10 asistencí při prohře s Pistons.

## Osobní život
Jeho otec ho měl za svobodna s matkou, která byla drogově závislá a opustila ho, když byl ještě Arenas dítě. Jeho prarodiče pochází z Kuby. Sám má čtyři děti.

## Náchylnost ke zraněním
Jednalo se o vynikajícího hráče, který byl svým pojetím hry unikátní, ale měl smůlu na zranění, zejména kolen. Když se ale nakonec v sezóně 2008/2009 vrátil zpátky na palubovky, dlouho nehrál. Trenér Wizards Flip Saunders jej nenasazoval do utkání.